# Takahashi Yuki
Yuki Takahashi (sinh ngày 3 tháng 3 năm 1978) là một cầu thủ bóng đá người Nhật Bản.

## Sự nghiệp câu lạc bộ
Yuki Takahashi đã từng chơi cho Tokyo Verdy.